# Luka Božović
Luka Božović, črnogorski general, * 3. november 1918, † ?.

## Življenjepis
Leta 1941 je vstopil v NOVJ in KPJ. Med vojno je bil politični komisar več enot.
Po vojni je leta 1956 diplomiral na beograjski Pravni fakulteti in bil med drugim tudi adjutant Vrhovnega poveljnika Oboroženih sil SFRJ.

## Odlikovanja
- Red zaslug za ljudstvo
- Red bratstva in enotnosti